# Bezafibrato
El bezafibrato es una sustancia derivada del ácido fíbrico, que se utiliza para disminuir los niveles de triglicéridos en sangre.  Al igual que otros fibratos  activa el factor de transcripción PPAR-α. Esto promueve la oxidación de ácidos grasos y estimula la actividad lipoproteinlipasa (LPL), lo que reduce los TG, y aumenta la síntesis de apoproteínas de las HDL, lo que incrementa las cifras de cHDL. En promedio, los fibratos reducen los TG un 36% y aumentan el cHDL un 8%.

## Mecanismo de acción
Los PPAR son receptores nucleares que unen ligandos naturales o sintéticos, forman heterodímeros con otro receptor nuclear y de esta forma regulan, es decir, aumentan o inhiben, la expresión de ciertos genes. Existen PPAR alfa, beta y gamma y los fibratos se unen específicamente a los alfa.
La estimulación de los  PPAR-alfa:
- Inhibe la expresión de la apolipoproteína C3 (APOC3), que a su vez inhibe la lipasa lipoprotéica responsable de la hidrólisis intravascular de los triglicéridos (TG). Los PPAR-alfa, por tanto, aumentan la actividad de la lipasa lipoprotéica, lo cual significa la disminución de triglicéridos en la sangre.
- Los fibratos más modernos como el bezafibrato y el gemfibrozil reducen en general las LDL, al estimular no sólo la LPL, sino la lipasa hepática.[1]
- El bezafibrato reduce los triglicéridos plasmáticos, por disminuir la expresión de los genes relacionados con la beta oxidación de los ácidos grasos y por disminuir la expresión de los genes vinculados con la síntesis de apolipoproteína A-1 y A-II. Estos dos hechos están relacionados con el efecto protector cardiovascular de los fibratos.[2]
- Lleva a un aumento de la  síntesis de Apo A1 y de la APOA2, en consecuencia, del HDL.[3]
- Tiene efectos extralipídicos: los fibratos reducen la expresión de endotelina 1, que es un potente vasoconstrictor, lo que determina una mejoría de la función endotelial. También por este mecanismo, los fibratos reducen la expresión de citoquinas, especialmente de la IL-1 y la IL-6, de modo que también se podría atribuir a estos fármacos un efecto antiinflamatorio. Se sabe, además, que, mediante PPAR alfa, algunos fibratos pueden reducir la expresión del fibrinógeno; de esta manera podrían ejercer un efecto antitrombótico.[4]

Algunos fibratos aumentan la excreción de colesterol por la bilis, lo cual puede favorecer la litogénesis.

## Farmacocinética
El bezafibrato se absorbe rápida y completamente en el tracto gastrointestinal alcanzando concentraciones plasmáticas máximas en 1 a 2 horas después de la administración de 200 mg por vía oral. El rango y el grado de absorción  de bezafibrato son sólo ligeramente reducidos en presencia de alimento. Su unión a proteínas plasmáticas es de aproximadamente de 95% y su volumen aparente de distribución es de 17 litros.
La eliminación de bezafibrato es rápida y se realiza por vía renal en 95%, una pequeña parte por las heces y el resto se metaboliza en glucurónido de bezafibrato y como metabolitos. La vida media es de 2 a 4 horas.

## Indicaciones
Trastornos del metabolismo lipídico (triglicéridos, colesterol, o ambos) junto con medidas no farmacológicas.
- El bezafibrato es el único derivado del ácido fíbrico que ha mostrado reducir las lesiones coronarias.[6] La protección cadiovascular se manifiesta fundamentalmente en la prevención secundaria del infarto miocárdico en pacientes con síndrome metabólico[7]  Por otra parte, reduce los síntomas de claudicación intermitente.

## Contraindicaciones
- Enfermedad hepática o de la vesícula biliar, con o sin colelitiasis.
- Insuficiencia renal, dializados o pacientes con síndrome nefrótico;
- Fotoalergia o reacciones fototóxicas conocidas a otros fibratos.
- Asociado con maleato de perhexilina o con IMAO presenta mayor riesgo de toxicidad hepática.

## Embarazo y lactancia.
No se dispone de datos clínicos en mujeres embarazadas. Contraindicado.

## Interacciones.
- Potencia la acción de los anticoagulantes cumarínicos.
- Aumenta la acción de las sulfonilureas e insulina.
- Absorción disminuida con resinas de intercambio iónico (deben transcurrir 2 horas entre la toma de uno y otro).
- Concomitantemente con estatinas aumenta el riesgo de rabdomiólisis.
- Considerar individualmente cada caso cuando se administra junto con estrógenos.

## Reacciones adversas
Para la valoración de las reacciones adversas (RAM) se tendrán en cuenta los criterios de la CIOSM.
| Reacciones adversas del bezafibrato. |                 |                                                                                                  |
| Sistema implicado.                   | Grupo CIOSM.    | Tipo de reacción.                                                                                |
| Aparato digestivo                    | Frecuentes.     | Molestias gastrointestinales: anorexia, sensación de opresión del estómago, náuseas.             |
|                                      | Raras.          | Litiasis biliar y aumentos reversibles de las transaminasas hepáticas.                           |
| Piel y tejido subcutáneo.            | Frecuentes.     | Erupción cutánea, prurito, urticaria.                                                            |
|                                      | Raras.          | Fotosensibilidad, alopecia.                                                                      |
| Alteraciones hematológicas.          | Raras.          | Anemia, leucopenia, pancitopenia y trombocitopenia.                                              |
| Aparato genitourinario.              | Muy frecuentes. | Ligeros incrementos en la creatinina sérica.                                                     |
|                                      | Raras.          | Diminución de la libido, disfunción eréctil.                                                     |
| Sistema musculo-esquelético.         | Frecuentes.     | Mialgia, debilidad muscular, calambres musculares y aumentos considerables de la creatinquinasa. |
|                                      | Raras.          | Rabdomiólisis.                                                                                   |
| Sistema nervioso central.            | Raras.          | Cefalea y vértigo.                                                                               |